# Campeonato Alemán de Fútbol 1954
El Campeonato Alemán de Fútbol 1954 fue la 44.ª edición de la máxima competición futbolística de Alemania Federal.

## Grupo 1
| Equipo         | PJ | PG | PE | PP | GF | GC | Dif | Pts |
| Hannover 96    | 2  | 2  | 0  | 0  | 5  | 2  | +2  | 4   |
| VfB Stuttgart  | 2  | 1  | 0  | 1  | 4  | 3  | +1  | 2   |
| Berliner SV 92 | 2  | 0  | 0  | 2  | 1  | 5  | -4  | 0   |

## Grupo 2
| Equipo               | PJ | PG | PE | PP | GF | GC | Dif | Pts |
| 1. FC Kaiserslautern | 2  | 2  | 0  | 0  | 5  | 3  | +2  | 4   |
| 1. FC Colonia        | 2  | 1  | 0  | 1  | 6  | 6  | 0   | 2   |
| Eintracht Fráncfort  | 2  | 0  | 0  | 2  | 2  | 4  | -2  | 0   |

## Final
| Hannover 96 | 5 – 1 | Kaiserslautern |

|                               |
| Campeón Hannover 96 2° título |